# Gustav Hartig
Ferdinand Gustav Hartig (* 20. Februar 1843 in Delitzsch; † 7. Dezember 1919 in Gera) war ein deutscher Uhrmacher und Politiker.

## Leben
Hartig war der Sohn des Gastwirts und Fleischermeisters Friedrich Gottlob Hartig und dessen Ehefrau Eleonore Juliane geborene Ufer. Hartig, der evangelisch-lutherischer Konfession war, heiratete am 2. Oktober 1866 in Gera Auguste Marie Kollmer (* 14. September 1844 in Gera; † 30. Mai 1947 ebenda), die Tochter des Zeugfabrikanten und Abgeordneten Georg Kolmer.
Hartig besuchte 1849 bis 1854 die Bürgerschule in Delitzsch und machte dann 1854 bis 1858 dort eine Uhrmacherlehre. 1861 erwarb er die Qualifikation eines Uhrmachergehilfen und ging dann bis 1864 auf Wanderschaft in Dresden und Altona. 1864 wurde er Gehilfe beim Uhrmachermeister Wilk in Gera und machte sich dort 1866 mit einem eigenen Uhrmachergeschäft selbstständig. 1886 wurde er zum Hofuhrmacher durch Fürst Heinrich XIV. ernannt. Bis 1912 war er auch Eichmeister beim Eichamt Gera. Daneben war er ehrenamtlich Brandinspektor in Gera.
Von November 1875 bis zu 6. April 1894 gehörte er dem Gemeinderat der Stadt Gera an. Im Gemeinderat war er ab 1881 stellvertretender und ab 1882 Vorsitzender. Er war vom 20. April 1894 bis zum 19. April 1912 unbesoldeter Stadtrat in Gera. Nachdem das fürstliche Ministerium die Wahl von Heinrich Rohmann und Hermann Fischer zu Stadträten wegen deren SPD-Mitgliedschaft nicht bestätigt hatte, wurde er zum 4. Oktober 1912 zum kommissarischen Stadtrat ernannt. Nachdem Robert Meschwitz zum Stadtrat gewählt worden war, endete seine Aufgabe als kommissarischer Stadtrat am 15. Juni 1913.
Vom 31. Oktober 1880 bis zum 12. September 1886 war er Mitglied im Landtag Reuß jüngerer Linie.
1902 erhielt er das fürstliche Ehrenkreuz IV. Klasse und 1912 das fürstliche silberne Verdienstkreuz.